# Награда Ричард Докинс
Атеистичка алијанса Америке додељује награду Ричард Докинс  од 2003. Награда је добила име по Ричарду Докинсу, енглеском еволуционом биологу који је 2013. проглашен највећим светским мислиоцем. Награда се додељује сваке године особама заслужним за подизање јавне свести о атеизму у току претходне године.

## Добитници
- 2003: Џејмс Ранди
- 2004: Ан Друјан
- 2005: Пен и Телер
- 2006: Џулија Свини
- 2007: Данијел Денет
- 2008: Ајан Хирис Али
- 2009: Бил Мар[3]
- 2010: Сузан Џекоби[4]
- 2011: Кристофер Хиченс[5]
- 2012: Јуџини Скот[6]
- 2013: Стивен Пинкер[7]
- 2014: Ребека Голдстин[8]
- 2015: Џери Којн[9]
- 2016: Лоренс М. Краус
- 2017: Дејвид Силверман

## Галерија
|  |  |